# جان‌فیل‌ویلج (فلوریدا)
جان‌فیل‌ویلج (به انگلیسی: Jan Phyl Village) یک منطقهٔ مسکونی در ایالات متحده آمریکا است که در شهرستان پولک، فلوریدا واقع شده‌است. جان‌فیل‌ویلج ۱۲٫۵ کیلومتر مربع مساحت و ۵٬۶۳۳ نفر جمعیت دارد و ۴۷ متر بالاتر از سطح دریا قرار دارد.